# Сітлалікуе
Сітлалікуе (науатль Sitlallikweh, «спідниця зірок»), також Сітлалінікуе або Іламатезухтлі — у ацтекській міфології богиня Чумацького Шляху, землі, смерті, темряви, а також богиня, яка створила зорі. Також вважається, що богиня породила метеорити, які були об'єктом народного шанування.
Деякі джерела стверджують, що богиня Сітлалікуе створила зірки зі своїм чоловіком Сітлальтонаком (науатль Sitlaltonak, «сяюча зірка»), разом із яким вони асоціюються із першими людьми в ацтекській міфології — Татом (Нотом) і Неною. Проте інші стверджують, що Сітлальтонак — просто інший варіант імені тієї ж богині.
Мішкоатль, також покровитель Чумацького Шляху, іноді вважається чоловіком Сітлалікуе.
Є однією із Володарів дня, що відповідає 13-му дню.
До неї також зверталися коли давали ім'я новонародженій дитині (що відбувалося через чотири дні після народження) і в разі хвороб у дітей.

## Етимологія
З мови науатль ім'я богині Сітлалікуе (Sitlallikweh) означає «спідниця зірок», де «sitlalli» — «зірка»; «i-» — «її»; «kweitl» — «спідниця». Інший варіант імені богині «Сітлалінікуе» (Sitlalinikweh), пов'язаний із тим, що літописці інакшим чином писали слово «зірка» — «sitlalin».
Також ім'ям богині могло бути «Іламатеуктлі» (Ilamateuctli), що означає «старша владика».